# Vulgichneumon drydeni
Vulgichneumon drydeni är en stekelart som beskrevs av Heinrich 1978. Vulgichneumon drydeni ingår i släktet Vulgichneumon och familjen brokparasitsteklar. Inga underarter finns listade i Catalogue of Life.